# Orthotrichia styx
Orthotrichia styx is een schietmot uit de familie Hydroptilidae. De soort komt voor in het Oriëntaals gebied.